# Synagoga Icka Maślanki w Łodzi
Synagoga Icka Maślanki w Łodzi – prywatny dom modlitwy znajdujący się w Łodzi przy ulicy Składowej 13.
Synagoga została zbudowana w 1897 roku z inicjatywy Icka Maślanki. Mogła ona pomieścić 30 osób. Podczas II wojny światowej hitlerowcy zdewastowali synagogę.